# Стальнов, Донат Олегович
Донат Олегович Стальнов (род. 23 июля 1999, Рыбинск, Ярославская область) — российский хоккеист, нападающий.

## Биография
Дед Владимир Ефремов был чемпионом СССР по хоккею с мячом. Отец Олег Викторович Стальнов в первой половине 1990-х играл в хоккей, завершил карьеру из-за травмы. Работает начальником ярославской команды «Локомотив». Старший брат Даниил также был хоккеистом, ныне хоккейный тренер, обладатель кубка Петрова.
Воспитанник ярославской школы хоккея. Карьеру начинал в системе ярославского «Локомотива», в сезонах 2016/17 — 2017/18 играл в МХЛ за «Локо», где становился обладателем кубка Харламова. И в НМХЛ за «Локо-Юниор» в качестве капитана команды двукратный бронзовый призер. Перед сезоном 2018/19 перешёл в нижегородское «Торпедо», за которое в дебютной игре набрал результативный балл. Провёл в сезоне 51 матч за «Чайку» в МХЛ, где был Капитаном команды, три — за «Саров» в ВХЛ и семь — в КХЛ. В следующем сезоне сыграл 37 матчей за «Торпедо-Горький» в ВХЛ, 9 — за «Чайку», 5 — за «Торпедо». В августе 2020 года перешёл в клуб ВХЛ «Рубин». 5 декабря перешёл в пензенский «Дизель». 26 июля 2021 года подписал контракт с воскресенским «Химиком». Провёл 12 матчей и был обменян в «Лада». По окончании сезона 2021/22 Стальнов был выкуплен «Северсталью» за 5 миллионов рублей и 7 июля обменян в «Сочи». В хоккейном клубе Сочи стал капитаном команды, тем самым став первым игроком, который был капитаном во всех российских лигах.13 июля 2023 года был отдан в аренду в «Ладу». 1 августа 2024 года контракт со Стальновым, действовавший до 30 апреля 2025 года, «Сочи» расторг. 13 сентября Стальнов перешёл в клуб ВХЛ «Нефтяник» Альметьевск.